# هیولا را در صفحه اول علم کن
هیولا را در صفحه اول عَلَم کن (ایتالیایی: Sbatti il mostro in prima pagina؛ ‏ ترجمهٔ تحت‌اللفظی: هیولا را بکوب روی صفحه اول [روزنامه]) یک فیلم دلهره‌آور سیاسی ایتالیایی به کارگردانی مارکو بلوکیو است که در سال ۱۹۷۲ منتشر شد. عنوان فیلم کنایه‌ای سیاسی و رسانه‌ای دارد و به فشار رسانه‌ها برای دامن‌زدن به یک سوژه (اغلب با سوءنیت یا اهداف خاص) اشاره دارد؛ به‌ویژه برجسته کردن یک «مظنون» یا «دشمن» در رسانه‌ها، حتی پیش از اثبات گناهکار بودن او.

## پیش‌زمینه
ساختِ فیلم در ابتدا با سرجو دوناتی به‌عنوان کارگردان آغاز شد، اما پس از یک هفته فیلم‌برداری، مارکو بلوکیو با کمک منتقد سینما، گوفردو فوفی، هدایت پروژه را به‌دست گرفت تا آن را از یک وسترن اسپاگتی به یک فیلم دلهره‌آور سیاسی تبدیل کند و بازیگر لائورا بتی را نیز به گروه بازیگران وارد کرد. تا سال ۱۹۶۹، بلوکیو عضوی فعال از حزب کمونیست مائوئیست ایتالیا (مارکسیست–لنینیست) بود و آثار سینمایی‌اش اغلب با سفارش این حزب ساخته می‌شد، از جمله فیلم «هیولا» و مستندهایی نظیر زنده باد اول ماه مه سرخ و پرولتری (۱۹۷۰) یا مردم کالابریا سرشان را بالا گرفته‌اند.
در نهایت، یکی از منتقدان، این فیلم را محصولی «نسبتاً کلیشه‌ای» از زیرشاخۀ موسوم به سینمای مدنی توصیف کرد. با این حال، این‌گونه فیلم‌ها تنها بخش کوچکی از کارنامه کارگردان را تشکیل می‌دهند.

## خلاصه داستان
فیلم به زندگی روزمرهٔ یک روزنامه خیالی ایتالیایی به نام ایل جورناله («ژورنال») می‌پردازد. این روزنامه مخاطبانی محافظه‌کار، فاشیست و بورژوا دارد. سردبیر آن، بیزانتی، حتی پیش‌پاافتاده‌ترین خبرها را با دیدگاه راست‌گرایانه منتشر می‌کند و هم‌زمان مسائل چالش‌برانگیزی مانند بیکاری و خشونت پلیس را لطیف و کم‌اهمیت جلوه می‌دهد. تحریریه زمانی دچار آشفتگی می‌شود که جنازهٔ دختری جوان که مورد تجاوز قرار گرفته و به قتل رسیده پیدا می‌شود؛ آن‌ها تا آنجا پیش می‌روند که در حسرت بازگشت مجازات اعدام برمی‌آیند. روزنامه روند تحقیق را منحرف می‌کند و پلیس را به سمت یک متهم دروغین سوق می‌دهد: دانشجویی جوان و چپ‌گرا که به‌عنوان قربانی یا «بز طلیعه» برای مخاطبان روزنامه جا زده می‌شود. فیلم با افکار عمومی‌ای به پایان می‌رسد که تحت تأثیر بیزانتی و تحریریه‌اش مسخ شده‌اند؛ به رضایت حامیان مالی و سیاسی‌شان.

## گزیدهٔ بازیگران
- جان ماریا ولونته
- لائورا بتی
- فابیو گاریبا
- جان استاینر
- ژاک ارلن
- مارکو بلوکیو
- جانی سولارو

## یادداشت
1. ↑  مجازات اعدام در پی سقوط نظام فاشیسم در این کشور لغو شد.